# Réserve Africaine de Sigean
Koordinaten: 43° 4′ 5,3″ N, 2° 57′ 12,8″ O

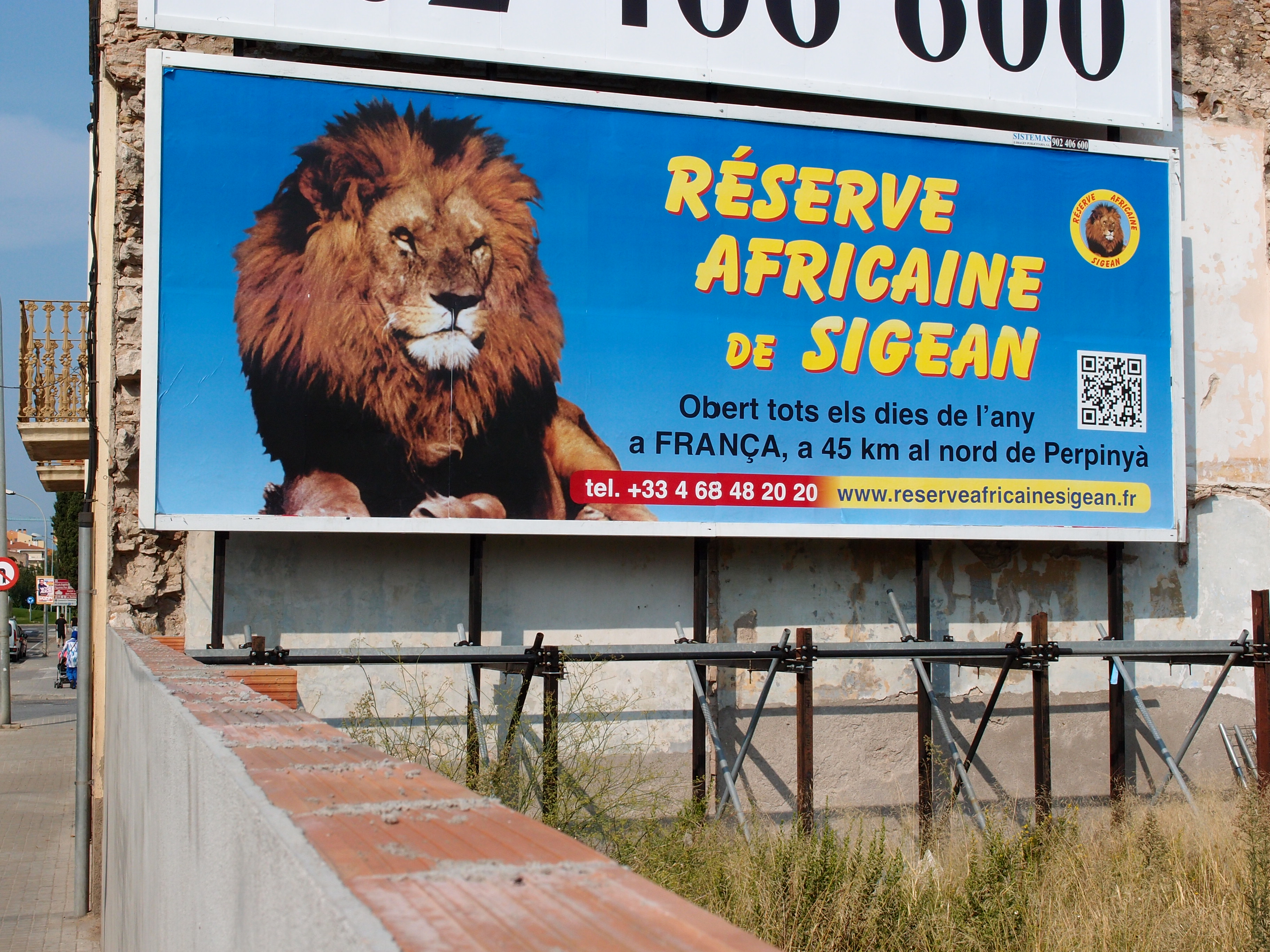
Plakatwerbung in Figueres (Katalonien/Spanien)

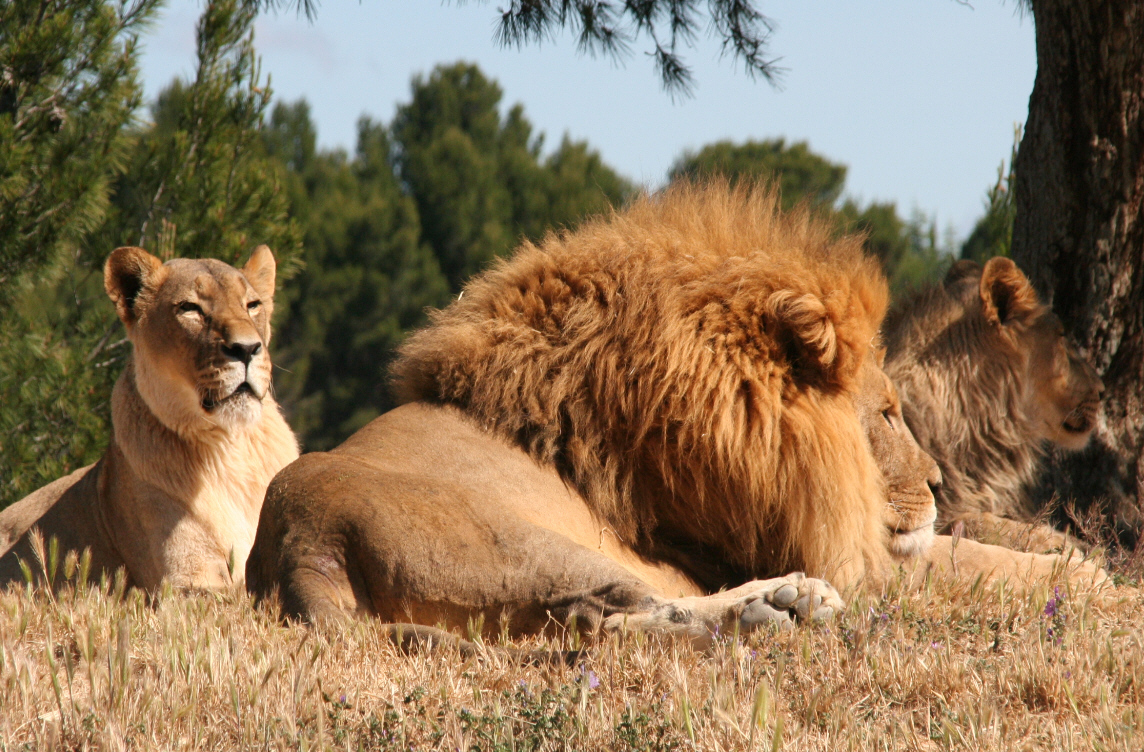
Löwen im Freigehege

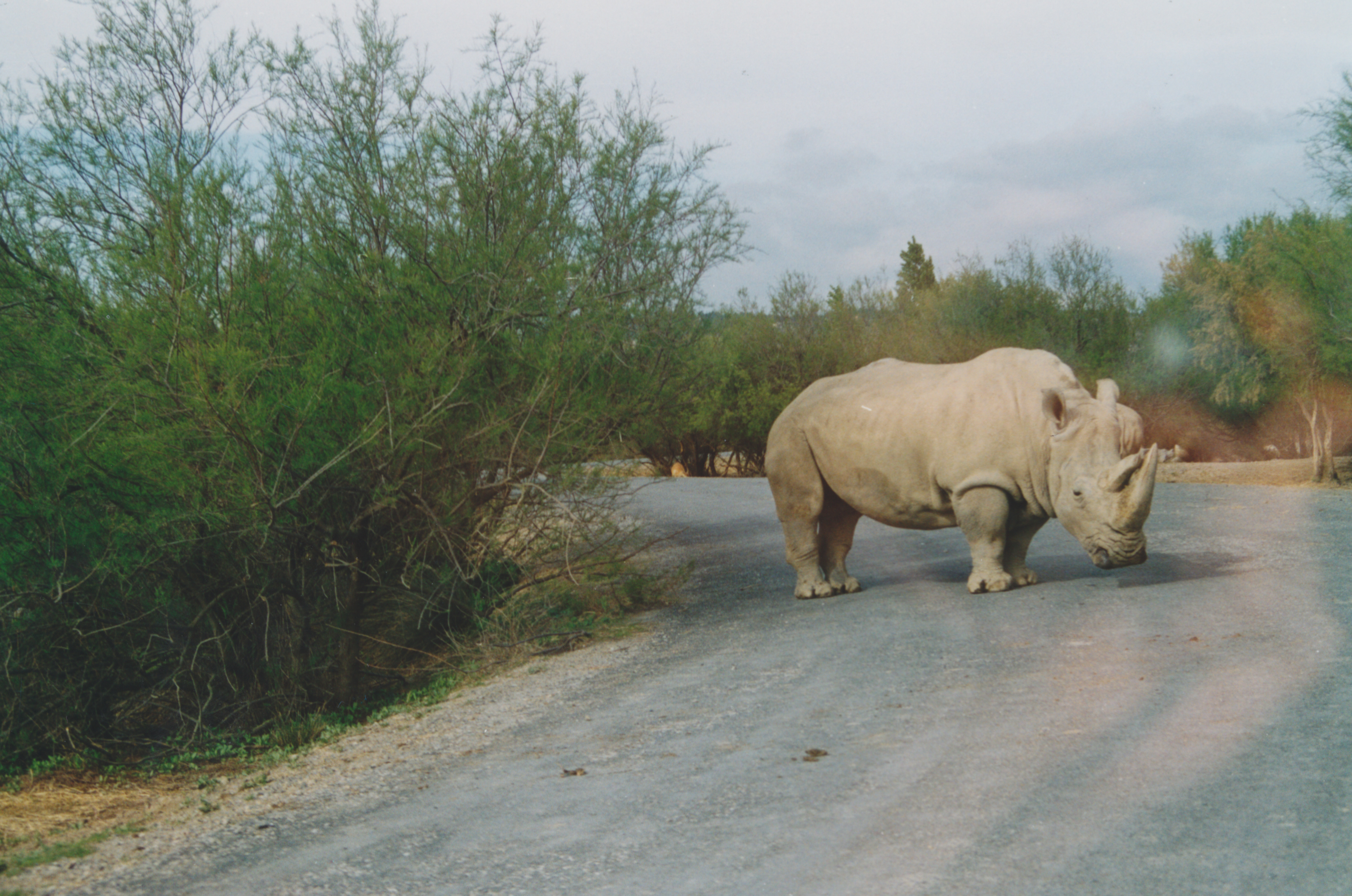
Ein Breitmaulnashorn mitten auf der Fahrbahn

Die Réserve Africaine de Sigean ist ein ca. 300 Hektar großer, safariparkähnlicher Zoo im Süden Frankreichs (Region Okzitanien).
Gelegen in den Regionen der Etangs (Küstenseen) in der Nähe von Sigean (15 km südlich Narbonne), ist der Park verkehrsgünstig zu erreichen. Den Tieren in diesem Park wird durch die großzügig angelegten Freiflächen ein naturnahes „wildes“ Leben gestattet.
Das weitläufige Areal verfügt auf unterschiedlichen Höhenebenen über Savannen und Buschland sowie mehrere Wasser- und Sumpfflächen, eingebettet in die mediterrane südfranzösische Landschaft.
Die Réserve Africaine de Sigean beteiligt sich an internationalen Projekten der Forschung und Arterhaltung mit dem Schwerpunkt Afrika.
Als besondere Attraktion gilt die Möglichkeit, den Park auf gekennzeichneten Wegen mit dem eigenen PKW zu erkunden und Tieren wie Zebras, Büffeln, Nashörnern oder Straußen so zu begegnen, wie es vergleichbar nur in afrikanischen Nationalparks möglich ist.
Auch abgegrenzte Areale der Löwen- und Bärengehege sind auf einer einspurigen PKW-Fahrbahn, die für die Besucher angelegt wurde, zu durchqueren.

## Tierarten
- Schimpansen und Berberaffen
- Dromedare und Wildschafe
- Antilopen und Mufflons
- Büffel und Nashörner
- Kragenbären und Geparde
- Afrikanische Elefanten
- Giraffen und Impalas
- Erdmännchen, Leoparden und Hyänen
- Rinder, Hängebauchschweine, Springböcke
- Flamingos und Pelikane
- Störche und Marabus
- Schildkröten und Schlangen
- Pfauen und Fasanen
- Gänse und Enten
- Kängurus und Emus